# Niska Ławka
Niska Ławka (słow. Nízka lávka) – niewybitna przełęcz położona w Grani Soliska, w słowackiej części Tatr Wysokich. Jej siodło oddziela Szczyrbskie Solisko na północnym zachodzie od Młynickiego Soliska na południowym wschodzie. Na siodło Niskiej Ławki nie prowadzą żadne znakowane szlaki turystyczne – jest dostępna tylko dla taterników.
Dawniej Młynickie Solisko było uważane za niższy, południowo-wschodni wierzchołek sąsiedniego Szczyrbskiego Soliska (juhovýchodný vrchol Štrbského Soliska) – Niska Ławka rozdzielała więc dwa wierzchołki tego szczytu. Potem Młynickie Solisko uznano za samodzielny obiekt i nadano odrębne nazewnictwo.